# Bernice Dapaah
Bernice Dapaah (Gana) é uma empreendedora social ganesa que fundou Ghana Bamboo Bike Initiative em Kumasi. Este projecto luta contra a degradação ambiental, através da produção de bicicletas utilizando recursos amigos do ambiente, como o bambu. Em 2016 e 2017, ela foi considerada uma das 100 mulheres empreendedoras mais influentes do Gana pela WomanRising. Dapaah faz parte do conselho consultivo da WIPO GREEN na Suíça, e fundou o Kumasi Hub of the Global Shapers. Além disto, faz parte do Conselho da Agenda Global do Fórum Económico Mundial sobre Biodiversidade e Capital Natural.

## Biografia
Dapaah licenciou-se em Administração de Empresas, na Christian Service University e possui um diploma em Gestão de Recursos Humanos e Marketing pelo Institute of Commercial Management do Reino Unido e um diploma em “Executive education” pela Universidade de Harvard. Atualmente, possui um mestrado em Gestão do Desenvolvimento pela Universidade de Ciência e Tecnologia Kwame Nkrumah.

## Carreira
Motivada pela alta taxa de desemprego no Gana, Dapaah decidiu aventurar-se no empreendedorismo quando estava prestes a terminar a escola. Ela e os seus amigos queriam criar empregos em vez de procurar um. E foi assim que ela e Winnifred Selby fundaram a Ghana Bamboo Bike em 2009.
Ela também é embaixadora da Organização Mundial do Bambu, na Suíça.

## Iniciativa de bicicleta de bambu de Gana
A Ghana Bamboo Bike Initiative, além de proporcionar emprego aos jovens, ajuda a reduzir a degradação ambiental através da utilização de recursos locais e amigos do ambiente, como o bambu, na produção de bicicletas.
Esta iniciativa ganhou vários prémios, incluindo:
- Prémio GIZ Impact Business de 2011 e o Prémio Iniciativa SEED do PNUMA de 2010
- Prémio Mundial de Negócios e Desenvolvimento de 2012
- Prémio Internacional de Melhores Práticas da ONU Habitat/Dubai de 2012
- Prémio Samsung/Generations For Peace Impact Award de 2012
- Prémio Momentum For Change Light House Activity da UNFCCC de 2013 (Categoria Mulheres para Resultados)
- Prémio Internacional PNUMA/Dubai de 2014

## Prémios e reconhecimento
- Membro Líder do Vital Voices [15][16]
- 2014 Jovem Líder Global do Fórum Económico Mundial [15][17]
- Recebeu o  Prémio Empreendedor para o Mundo, pelo Fórum Mundial de Empreendedorismo [18]
- Ela foi homenageada como Embaixadora Mundial da Organização Mundial do Bambu [13]
- Ela ganhou o Prémio World of Difference da International Women Alliance de 2013 [15][16][19]
- Membro do Conselho Consultivo da OMPI GREEN [20]

## Ligações Externas
- Forum Económico Mundial | A company from Ghana is making bikes out of bamboo | Ways to Change the World (2020)
- Makers | Bernice Dapaah na The 2020 MAKERS Conference